# عملية سوق المأكولات البحرية
عملية تل الربيع المحتلة؛ هجوم سوق المأكولات البحرية هجوم بالأسلحة النارية نفذه فدائي فلسطيني وسط تل أبيب داخل سوق المأكولات البحرية في تل أبيب، في 5 آذار / مارس 2002 ، أدى إلى مصرع 3 إسرائيليين، بينهم ضابط شرطة درزي، وجرح 35 . وقد أعلنت كتائب شهداء الأقصى مسؤوليتها عن عملية تل أبيب وقالت إن منفذ العملية هو إبراهيم محمد محمود حسونة (20 عاما)، من سكان مُخَيَّم جَبَالْيا القريب من مدينة غزة.
وأعلنت كتائب شهداء الأقصى المسؤولية عن الهجوم التي قالت انها جاءت ردا على أعمال القتل والتدمير التي تمارسها حكومة الاحتلال ضد المخيمات وكذلك «انتقاما لاطفالنا الشهداء الابرار في رام الله وجنين ورفح». وقالت أيضاً: «ان كتائب شهداء الاقصى تعلن ان هذه العملية الاستشهادية النوعية جاءت ردا على ممارسات الاحتلال القذرة في مخيماتنا وانتقاما لاطفالنا الشهداء الابرار في رام الله وجنين ورفح، وتأكيدا على انه لا تنازل عن حقنا في رفع الظلم والاحتلال عنا».
وجدت المحكمة الإسرائيلية أن مروان البرغوثي، رئيس التنظيم، مُذنب بتوجيه هذا الهجوم، وتوجيه عمليات قتل أخرى بما في ذلك مقتل جورجيوس تسيبوكتزاكيس.

## الخلفية
حسب الرواية الإسرائيلية؛ نفذ العملية فصيل التنظيم، وشارك فيه ثلاثة عناصر: السائقان مازن محمود عمر خادي، ومراد نظمي أغلوني، وإطلاق النار إبراهيم حسونة. وحسب استجواب الشرطة الإسرائيلية، اعترف السائقون بأنهم تسللوا في البداية إلى القدس، وخططوا لتنفيذ هجوم في بسغات زئيف، ولكن تم ردعهم بسبب التواجد المكثف للشرطة. ثم توجهوا بالسيارة إلى تل أبيب. طلب حسونة إنزاله في منطقة مكتظة بالسكان، وتمكن من اختراق كل حواجز الموت الصهيونية واجراءاتهم الامنية المعقدة، ونزل على جسر للمشاة يطل على عدد من المطاعم في وسط تل أبيب.
وقع الهجوم في الصباح الباكر، وفي ذلك الوقت كان سوق المأكولات البحرية مكتظًا بالناس مجتمعين لأمسية موسيقية شرقية وحفلة توديع العزوبية.

## العملية
الساعة 2:10 صباحا فتح حسونه النار، وأطلق النار على رواد إحدى المطاعم ببندقية M16 ، وأفرغ مخزنين. وبحسب شاهدة عيان «بدأ الناس يشقون طريقهم إلى الحمامات، وكان هناك هستيريا جماعية». كما ألقى قنبلتين يدويتين على أشخاص يفرون من المطعم، وطعن ضباط شرطة حاول كبح جماحه، ليقتل ثلاثة ويُصيب 35 صهيونياً آخرين بجراح وصفت بعضها بالخطيرة، قبل أن يسقط شهيداً.
وأطلق نيران سلاحه الرشاش تجاه تجمع صهيوني قبل أن يسقط شهيداً.

### القتلى الإسرائيليين
- سليم بركات، 33 عاما، من يركا
- يوسف هايبي 52 عاما من هرتسليا
- ايلي دحان، 53 عاما، من اللد

## ما بعد العملية
في أعقاب العملية مباشرة، أقامت الشرطة الإسرائيلية حواجز طرق، وتم القبض على خادي وأغلوني في إحداها أثناء محاولتهما المغادرة إلى رام الله عبر القدس.
ردا على هذا الهجوم، وكذلك على إطلاق نار في القدس أدى إلى مقتل امرأة إسرائيلية في نهاية الأسبوع الماضي من ذلك العام، والذي أسفر عن مقتل 22 إسرائيليا، شن الجيش الإسرائيلي سلسلة من الغارات في الضفة الغربية وقطاع غزة مما أسفر عن مقتل ما لا يقل عن 17 فلسطينيا. وبحسب وسائل إعلام إسرائيلية، كان من المقرر أن تستمر الهجمات لعدة أيام، مع التركيز على ميليشيا التنظيم.
عندما تم اعتقال رئيس التنظيم مروان البرغوثي وتقديمه للمحاكمة في إسرائيل، كان الهجوم من بين الجرائم المدرجة في لائحة الاتهام. ويقضي البرغوثي حاليا خمسة أحكام بالسجن مدى الحياة في سجن إسرائيلي.
عام 2013، أحيت كتائب شهداء الأقصى، الجناح العسكري لحركة التحرير الوطني الفلسطيني، فتـح، الذكرى الحادية عشر لإستشهاد، إبراهيم حسونة، منفذ هجوم سوق المأكولات البحرية حيث نظمت زيارة لمنزل الشهداء الواقع في مخيم جباليا لمساندت ذوي الشهداء والأسرى والوقوف إلي جانبهم.

## روابط خارجية
- إسرائيل: الأمن: مقتل 5 إسرائيليين في هجمات على تل أبيب
- مقتل 17 فلسطينيا في غارات إسرائيلية. في تل أبيب، 3 قتلوا في إطلاق نار - نيويورك تايمز
- اعتقال فلسطينيين بتهمة مساعدة مخرب في سوق المأكولات البحرية - صحيفة هآرتس اليومية | أخبار إسرائيل
- رئيس «التنظيم»، مروان البرغوثي، متهم بالقتل ووصفه بـ «الإرهابي الرئيسي» - صحيفة هآرتس اليومية | أخبار إسرائيل